# Đội tuyển bóng đá U-23 quốc gia Trung Quốc
Đội tuyển bóng đá U-23 quốc gia Trung Quốc, bao gồm Đội tuyển Olympic Trung Quốc (国奥队) cùng các cấp độ đội tuyển từ U-21 đến U-23, đại diện cho Trung Quốc trong các giải đấu bóng đá nam tại Thế vận hội, Á vận hội và các giải đấu U-23 quốc tế. Đội tuyển được quản lý bởi Hiệp hội bóng đá Trung Quốc (CFA).

## Thành tích tại các giải đấu

### Thế vận hội
| Năm           | Kết quả                  | Vị trí                   | ST                       | T                        | H                        | B                        | BT                       | BB                       |
| ------------- | ------------------------ | ------------------------ | ------------------------ | ------------------------ | ------------------------ | ------------------------ | ------------------------ | ------------------------ |
| 1992 đến 2004 | Không vượt qua vòng loại | Không vượt qua vòng loại | Không vượt qua vòng loại | Không vượt qua vòng loại | Không vượt qua vòng loại | Không vượt qua vòng loại | Không vượt qua vòng loại | Không vượt qua vòng loại |
| 2008          | Vòng bảng                | 13/16                    | 3                        | 0                        | 1                        | 2                        | 1                        | 6                        |
| 2012 đến 2024 | Không vượt qua vòng loại | Không vượt qua vòng loại | Không vượt qua vòng loại | Không vượt qua vòng loại | Không vượt qua vòng loại | Không vượt qua vòng loại | Không vượt qua vòng loại | Không vượt qua vòng loại |
| 2028          | Chưa xác định            | Chưa xác định            | Chưa xác định            | Chưa xác định            | Chưa xác định            | Chưa xác định            | Chưa xác định            | Chưa xác định            |
| 2032          | Chưa xác định            | Chưa xác định            | Chưa xác định            | Chưa xác định            | Chưa xác định            | Chưa xác định            | Chưa xác định            | Chưa xác định            |
| Tổng số       | Vòng bảng                | 13/16                    | 8                        | 0                        | 2                        | 6                        | 1                        | 17                       |

* Bao gồm từ năm 1900 đến năm 1988

### Đại hội Thể thao châu Á
- Đối với năm 1951 đến năm 1998, xem đội tuyển bóng đá quốc gia Trung Quốc.

| Năm           | Kết quả       | Vị trí        | ST            | T             | H             | B             | BT            | BB            |               |
| ------------- | ------------- | ------------- | ------------- | ------------- | ------------- | ------------- | ------------- | ------------- | ------------- |
| 2002          | Tứ kết        | 5             | 4             | 3             | 0             | 1             | 9             | 1             |               |
| 2006          | Tứ kết        | 5             | 4             | 3             | 1             | 0             | 8             | 4             |               |
| 2010          | Vòng 1/8      | 12            | 4             | 2             | 0             | 2             | 5             | 7             |               |
| 2014          | Vòng 1/8      | 14            | 3             | 1             | 0             | 2             | 1             | 5             |               |
| 2018          | Vòng 1/8      | 9             | 4             | 3             | 0             | 1             | 14            | 5             |               |
| 2022          | Tứ kết        | 7             | 5             | 3             | 1             | 1             | 10            | 3             |               |
| 2026 đến 2034 | Chưa xác định | Chưa xác định | Chưa xác định | Chưa xác định | Chưa xác định | Chưa xác định | Chưa xác định | Chưa xác định | Chưa xác định |
| Tổng số*      | Tứ kết        | -             | 24            | 15            | 2             | 7             | 47            | 25            |               |

* Bao gồm từ năm 1951 đến năm 1998
| Lịch sử Đại hội Thể thao châu Á | Lịch sử Đại hội Thể thao châu Á | Lịch sử Đại hội Thể thao châu Á                  | Lịch sử Đại hội Thể thao châu Á |
| Năm                             | Vòng                            | Tỷ số                                            | Kết quả                         |
| ------------------------------- | ------------------------------- | ------------------------------------------------ | ------------------------------- |
| 2002                            | Vòng 1                          | Trung Quốc 4 – 0 Turkmenistan                    | Thắng                           |
| 2002                            | Vòng 1                          | Trung Quốc 3 – 0 Bangladesh                      | Thắng                           |
| 2002                            | Vòng 1                          | Trung Quốc 2 – 0 Ấn Độ                           | Thắng                           |
| 2002                            | Tứ kết                          | Trung Quốc 0 – 1 Nhật Bản                        | Thua                            |
| 2006                            | Vòng 1                          | Trung Quốc 1 – 0 Iraq                            | Thắng                           |
| 2006                            | Vòng 1                          | Trung Quốc 3 – 1 Malaysia                        | Thắng                           |
| 2006                            | Vòng 1                          | Trung Quốc 2 – 1 Oman                            | Thắng                           |
| 2006                            | Tứ kết                          | Trung Quốc 2 – 2 (7 – 8, loại sút luân lưu) Iran | Hòa                             |
| 2010                            | Vòng 1                          | Trung Quốc 0 – 3 Nhật Bản                        | Thua                            |
| 2010                            | Vòng 1                          | Trung Quốc 2 – 1 Kyrgyzstan                      | Thắng                           |
| 2010                            | Vòng 1                          | Trung Quốc 3 – 0 Malaysia                        | Thắng                           |
| 2010                            | Vòng 16 đội                     | Trung Quốc 0 – 3 Hàn Quốc                        | Thua                            |
| 2014                            | Vòng 1                          | Trung Quốc 0 – 3 CHDCND Triều Tiên               | Thua                            |
| 2014                            | Vòng 1                          | Trung Quốc 1 – 0 Pakistan                        | Thắng                           |
| 2014                            | Vòng 16 đội                     | Trung Quốc 0 – 2 Thái Lan                        | Thua                            |
| 2018                            | Vòng 1                          | Trung Quốc 6 – 0 Đông Timor                      | Thắng                           |
| 2018                            | Vòng 1                          | Trung Quốc 3 – 0 Syria                           | Thắng                           |
| 2018                            | Vòng 1                          | Trung Quốc 2 – 1 UAE                             | Thắng                           |
| 2018                            | Vòng 16 đội                     | Trung Quốc 3 – 4 Ả Rập Xê Út                     | Thua                            |
| 2022                            | Vòng 1                          | Trung Quốc 5 – 1 Ấn Độ                           | Thắng                           |
| 2022                            | Vòng 1                          | Trung Quốc 4 – 0 Myanmar                         | Thắng                           |
| 2022                            | Vòng 1                          | Trung Quốc 0 – 0 Bangladesh                      | Hòa                             |
| 2022                            | Vòng 16 đội                     | Trung Quốc 1 – 0 Qatar                           | Thắng                           |
| 2022                            | Tứ kết                          | Trung Quốc 0 – 2 Hàn Quốc                        | Thua                            |

### Cúp bóng đá U-23 châu Á
| Cúp bóng đá U-23 châu Á | Cúp bóng đá U-23 châu Á      | Cúp bóng đá U-23 châu Á      | Cúp bóng đá U-23 châu Á      | Cúp bóng đá U-23 châu Á      | Cúp bóng đá U-23 châu Á      | Cúp bóng đá U-23 châu Á      | Cúp bóng đá U-23 châu Á      | Cúp bóng đá U-23 châu Á      |                              | Vòng loại                    | Vòng loại                    | Vòng loại                    | Vòng loại                    | Vòng loại                    | Vòng loại |
| Năm                     | Kết quả                      | Vị Trí                       | ST                           | T                            | H                            | B                            | BT                           | BB                           | ST                           | T                            | H                            | B                            | BT                           | BB                           |           |
| ----------------------- | ---------------------------- | ---------------------------- | ---------------------------- | ---------------------------- | ---------------------------- | ---------------------------- | ---------------------------- | ---------------------------- | ---------------------------- | ---------------------------- | ---------------------------- | ---------------------------- | ---------------------------- | ---------------------------- | --------- |
| 2013                    | Vòng bảng                    | 14/16                        | 3                            | 0                            | 0                            | 3                            | 2                            | 5                            | 5                            | 3                            | 2                            | 0                            | 12                           | 3                            |           |
| 2016                    | Vòng bảng                    | 14/16                        | 3                            | 0                            | 0                            | 3                            | 4                            | 9                            | 3                            | 3                            | 0                            | 0                            | 13                           | 0                            |           |
| 2018                    | Vòng bảng                    | 10/16                        | 3                            | 1                            | 0                            | 2                            | 4                            | 3                            | 3                            | 2                            | 1                            | 0                            | 4                            | 1                            |           |
| 2020                    | Vòng bảng                    | 16/16                        | 3                            | 0                            | 0                            | 3                            | 0                            | 4                            | 3                            | 2                            | 1                            | 0                            | 15                           | 2                            |           |
| 2022                    | Bỏ cuộc vì Đại dịch COVID 19 | Bỏ cuộc vì Đại dịch COVID 19 | Bỏ cuộc vì Đại dịch COVID 19 | Bỏ cuộc vì Đại dịch COVID 19 | Bỏ cuộc vì Đại dịch COVID 19 | Bỏ cuộc vì Đại dịch COVID 19 | Bỏ cuộc vì Đại dịch COVID 19 | Bỏ cuộc vì Đại dịch COVID 19 | Bỏ cuộc vì Đại dịch COVID 19 | Bỏ cuộc vì Đại dịch COVID 19 | Bỏ cuộc vì Đại dịch COVID 19 | Bỏ cuộc vì Đại dịch COVID 19 | Bỏ cuộc vì Đại dịch COVID 19 | Bỏ cuộc vì Đại dịch COVID 19 |           |
| 2024                    | Vòng bảng                    | 9/16                         | 3                            | 1                            | 0                            | 2                            | 2                            | 4                            | 2                            | 1                            | 1                            | 0                            | 2                            | 1                            |           |
| Tổng số                 | Vòng bảng                    | 10/16                        | 15                           | 2                            | 0                            | 13                           | 12                           | 25                           | 16                           | 11                           | 5                            | 0                            | 46                           | 7                            |           |

### Đại hội Thể thao Đông Á
| Năm     | Kết quả       | Vị trí        | ST            | T             | H             | B             | BT            | BB            |
| ------- | ------------- | ------------- | ------------- | ------------- | ------------- | ------------- | ------------- | ------------- |
| 1993    | Hạng ba       | 3             | 5             | 3             | 1             | 1             | 21            | 5             |
| 1997    | Hạng ba       | 3             | 5             | 3             | 1             | 1             | 15            | 7             |
| 2001    | Không tham dự | Không tham dự | Không tham dự | Không tham dự | Không tham dự | Không tham dự | Không tham dự | Không tham dự |
| 2005    | Vô địch       | 1             | 5             | 4             | 0             | 1             | 16            | 4             |
| 2009    | Vòng bảng     | 5             | 2             | 1             | 0             | 1             | 1             | 3             |
| 2013    | Hạng năm      | 5             | 4             | 0             | 1             | 3             | 1             | 7             |
| Tổng số | Vô địch       | -             | 21            | 11            | 3             | 7             | 54            | 26            |

## Các cầu thủ

### Đội hình U-23 và Olympic
Dưới đây là các cầu thủ đã được triệu tập cho Đại hội Thể thao châu Á 2018.
| Số       | Tên           | Ngày sinh (tuổi)  | Câu lạc bộ                  |         |         |
| Thủ môn  | Thủ môn       | Thủ môn           | Thủ môn                     | Thủ môn | Thủ môn |
| -------- | ------------- | ----------------- | --------------------------- | ------- | ------- |
| 1        | Chen Wei      | 14 tháng 2, 1998  | Shanghai SIPG               |         |         |
| 12       | Zhou Yuchen   | 12 tháng 1, 1995  | Shandong Luneng             |         |         |
| Tiền vệ  |               |                   |                             |         |         |
| 2        | Li Hailong    | 2 tháng 8, 1996   | Shandong Luneng             |         |         |
| 4        | Liu Yang      | 17 tháng 6, 1995  | Shandong Luneng             |         |         |
| 5        | Cao Chuẩn Dực | 21 tháng 8, 1995  | Hebei China Fortune         |         |         |
| 14       | Long Cheng    | 22 tháng 3, 1995  | Henan Jianye                |         |         |
| 17       | Xu Yougang    | 9 tháng 2, 1996   | Thượng Hải Thân Hoa         |         |         |
| 19       | Liu Yiming    | 28 tháng 2, 1995  | Thiên Tân Quyền Kiện        |         |         |
| 20       | Deng Hanwen   | 8 tháng 1, 1995   | Quảng Châu Hằng Đại Đào Bảo |         |         |
| Hậu vệ   |               |                   |                             |         |         |
| 3        | Chen Zhechao  | 19 tháng 4, 1995  | Shandong Luneng             |         |         |
| 6        | Yao Junsheng  | 29 tháng 10, 1995 | Shandong Luneng             |         |         |
| 7        | Wei Shihao    | 8 tháng 4, 1995   | Beijing Guoan               |         |         |
| 8        | He Chao       | 19 tháng 4, 1995  | Changchun Yatai             |         |         |
| 10       | Tang Shi      | 24 tháng 1, 1995  | Quảng Châu Hằng Đại Đào Bảo |         |         |
| 11       | Chen Binbin   | 10 tháng 6, 1998  | Shanghai SIPG               |         |         |
| 15       | Zhang Yuan    | 28 tháng 1, 1997  | Guizhou Hengfeng            |         |         |
| 18       | Cao Yongjing  | 17 tháng 2, 1997  | Beijing Renhe               |         |         |
| Tiền đạo |               |                   |                             |         |         |
| 9        | Zhang Yuning  | 5 tháng 1, 1997   | ADO Den Haag                |         |         |
| 13       | Huang Zichang | 4 tháng 4, 1997   | Jiangsu Suning              |         |         |
| 16       | Feng Boyuan   | 18 tháng 1, 1995  | Liaoning FC                 |         |         |

### Đội hình U-21
Dưới đây là các cầu thủ đã được triệu tập cho 2018 Toulon Tournament.
| Số       | Tên            | Ngày sinh (tuổi)  | Câu lạc bộ                  |         |         |
| Thủ môn  | Thủ môn        | Thủ môn           | Thủ môn                     | Thủ môn | Thủ môn |
| -------- | -------------- | ----------------- | --------------------------- | ------- | ------- |
| 1        | Fan Jinming    | 20 tháng 1, 1997  | Zhejiang Greentown          |         |         |
| 21       | Zhang Yan      | 30 tháng 3, 1997  | Beijing Guoan               |         |         |
| Tiền vệ  |                |                   |                             |         |         |
| 2        | Yang Shuai     | 28 tháng 1, 1997  | Liaoning Whowin             |         |         |
| 3        | Guo Jing       | 24 tháng 2, 1997  | Quảng Châu Hằng Đại Đào Bảo |         |         |
| 4        | Wen Jiabao     | 2 tháng 1, 1999   | Quảng Châu Hằng Đại Đào Bảo |         |         |
| 5        | Liu Boyang     | 18 tháng 1, 1997  | Beijing Renhe               |         |         |
| 12       | Jiang Minwen   | 16 tháng 6, 1997  | Wuhan Zall                  |         |         |
| 18       | Tong Lei       | 16 tháng 12, 1997 | Zhejiang Greentown          |         |         |
| Hậu vệ   |                |                   |                             |         |         |
| 6        | Liu Yue        | 14 tháng 9, 1997  | Tianjin Quanjian            |         |         |
| 7        | Cong Zhen      | 9 tháng 2, 1997   | Shanghai Shenhua            |         |         |
| 8        | Zhang Lingfeng | 28 tháng 2, 1997  | Jiangsu Suning              |         |         |
| 9        | Gao Huaze      | 20 tháng 10, 1997 | Hebei China Fortune         |         |         |
| 10       | Sun Weizhe     | 16 tháng 6, 1997  | Beijing Renhe               |         |         |
| 13       | Yan Dinghao    | 4 tháng 4, 1997   | Porto B                     |         |         |
| 14       | Deng Yubiao    | 8 tháng 6, 1997   | Quảng Châu Hằng Đại Đào Bảo |         |         |
| 15       | Liu Yi         | 26 tháng 1, 1997  | Tianjin Quanjian            |         |         |
| 16       | Feng Boxuan    | 18 tháng 3, 1997  | Quảng Châu Hằng Đại Đào Bảo |         |         |
| 20       | Wu Wei         | 5 tháng 2, 1997   | Tianjin Quanjian            |         |         |
| Tiền đạo |                |                   |                             |         |         |
| 11       | Xie Weijun     | 14 tháng 11, 1997 | Tianjin TEDA                |         |         |
| 15       | Wang Jinze     | 15 tháng 3, 1999  | Quảng Châu Hằng Đại Đào Bảo |         |         |

### Các đội hình lần trước
| Thế vận hội - Đội hình Thế vận hội Mùa hè 2008 – Trung Quốc Đại hội Thể thao châu Á - Đội hình Đại hội Thể thao châu Á 2014 – Trung Quốc - Đội hình Đại hội Thể thao châu Á 2010 – Trung Quốc - Đội hình Đại hội Thể thao châu Á 2006 – Trung Quốc | Giải vô địch bóng đá U-23 châu Á - Giải vô địch bóng đá U-22 châu Á 2013 - Giải vô địch bóng đá U-23 châu Á 2016 - Giải vô địch bóng đá U-23 châu Á 2018 |

### Các cựu đội trưởng
| Giai đoạn                    | Đội trưởng    | Phó đội trưởng | Đội trưởng thứ ba |
| ---------------------------- | ------------- | -------------- | ----------------- |
| 1990–1992                    | Fan Zhiyi     | Xu Hong        | –                 |
| 1993–1994                    | Zhang Enhua   | Yang Chen      | –                 |
| 1995–1996                    | Shen Si       | Zhang Enhua    | –                 |
| 1998–1999                    | Li Weifeng    | Zhang Ran      | –                 |
| 2001–2004                    | Du Wei        | Hu Zhaojun     | –                 |
| 2006                         | Chen Tao      | –              | –                 |
| Đại hội Thể thao châu Á 2006 | Zheng Zhi     | –              | –                 |
| 2007                         | Chen Tao      | Feng Xiaoting  | Zhou Haibin       |
| 2007–2008                    | Li Weifeng    | Zhou Haibin    | –                 |
| Thế vận hội 2008             | Zheng Zhi     | Li Weifeng     | Zhou Haibin       |
| 2009–2010                    | Zhang Linpeng | Wu Xi          | Piao Cheng        |
| Đại hội Thể thao châu Á 2010 | Wang Dalei    | Zhang Linpeng  | Wu Xi             |
| 2011                         | Wang Dalei    | Zhang Linpeng  | Wu Xi             |
| 2012                         | Jin Jingdao   | –              | –                 |
| 2013–2014                    | Shi Ke        | Wang Tong      | –                 |
| Đại hội Thể thao châu Á 2014 | Shi Ke        | Li Ang         | –                 |
| 2015                         | Wang Tong     | Shi Ke         | –                 |
| 2016                         | Chen Zhechao  | Cheng Jin      | –                 |
| 2017–2018                    | He Chao       | Cao Chuẩn Dực  | –                 |

## Các ban cán bộ huấn luyện
Tính đến ngày 26 tháng 9 năm 2019.

### Ban cán bộ huấn luyện U-23
| Vị trí                       | Tên            | Quốc tịch  |
| ---------------------------- | -------------- | ---------- |
| Lãnh đội tiểu ban trưởng     | Cao Hồng Ba    | Trung Quốc |
| Quyền huấn luyện viên trưởng | Hác Vĩ         | Trung Quốc |
| Huấn luyện viên thứ          | Mã Vĩnh Khang  | Trung Quốc |
| Huấn luyện viên thứ          | Khâu Vệ Quốc   | Trung Quốc |
| Huấn luyện viên thứ          | Thường Vệ Nguy | Trung Quốc |
| Huấn luyện viên thủ môn      |                |            |
| Huấn luyện viên thể hình     |                |            |
| Bác sĩ thể thao              |                |            |
|                              |                |            |
| Nhân viên kỹ thuật           |                |            |
|                              |                |            |
| Cán bộ                       |                |            |
|                              |                |            |

### Ban cán bộ huấn luyện U-21
| Vị trí                   | Tên | Quốc tịch |
| ------------------------ | --- | --------- |
| Quản lý                  |     |           |
|                          |     |           |
| Huấn luyện viên trưởng   |     |           |
| Trợ lý huấn luyện viên   |     |           |
|                          |     |           |
| Huấn luyện viên thủ môn  |     |           |
| Huấn luyện viên thể hình |     |           |
| Bác sĩ thể thao          |     |           |
|                          |     |           |
| Nhân viên kỹ thuật       |     |           |
|                          |     |           |
| Cán bộ                   |     |           |
|                          |     |           |

### Các cựu huấn luyện viên trưởng
Kỷ lục quản lý chỉ bao gồm các kết quả quốc tế.
- Từ năm 1981–1983 tư cách là "Đội tuyển kỳ vọng Trung Quốc", 1983–1990 tư cách là "Đội tuyển B Trung Quốc".

| Tên            | Giai đoạn | Số trận | Thắng | Hòa | Bại | BT | BB | Thắng % | Achievements |
| -------------- | --------- | ------- | ----- | --- | --- | -- | -- | ------- | ------------ |
| Zhang Shixun   | 1981      | 0       | 0     | 0   | 0   | 0  | 0  | –       |              |
| Zhang Jingtian | 1982–1984 | 13      | 6     | 2   | 5   | 24 | 13 | 46.15%  |              |
| Zhang Honggen  | 1985      | 5       | 4     | 0   | 1   | 15 | 6  | 80.00%  |              |
| Xu Genbao      | 1987–1990 | 18      | 6     | 6   | 6   | 24 | 23 | 33.33%  |              |

- tư cách là đội tuyển Olympic quốc gia Trung Quốc.

| Tên                    | Giai đoạn                             | Số trận | Thắng | Hòa | Bại | BT | BB | Thắng % | Achievements |
| ---------------------- | ------------------------------------- | ------- | ----- | --- | --- | -- | -- | ------- | ------------ |
| Xu Genbao              | Tháng 5 năm 1990 – tháng 1 năm 1992   | 21      | 15    | 4   | 2   | 78 | 14 | 71.43%  |              |
| Qi Wusheng             | Tháng 3 năm 1993 – tháng 9 năm 1993   | 8       | 3     | 2   | 3   | 22 | 11 | 37.50%  |              |
| Radivoje Ognjanović    | Tháng 9 năm 1993 – tháng 11 năm 1994  | 1       | 1     | 0   | 0   | 3  | 0  | 100%    |              |
| Qi Wusheng             | Tháng 11 năm 1994 – tháng 3 năm 1996  | 17      | 10    | 3   | 4   | 44 | 25 | 58.82%  |              |
| Bobby Houghton         | Tháng 10 năm 1998 – tháng 11 năm 1999 | 21      | 15    | 2   | 4   | 46 | 11 | 71.43%  |              |
| Shen Xiangfu           | Tháng 12 năm 2001 – tháng 5 năm 2004  | 35      | 16    | 7   | 12  | 56 | 38 | 45.71%  |              |
| Giả Tú Toàn            | Tháng 4 năm 2006 – tháng 10 năm 2006  | 7       | 1     | 2   | 4   | 1  | 7  | 14.23%  |              |
| Ratomir Dujković       | Tháng 11 năm 2006 – tháng 7 năm 2008  | 26      | 11    | 10  | 5   | 34 | 27 | 42.31%  |              |
| Yin Tiesheng           | Tháng 7 năm 2008 – tháng 8 năm 2008   | 5       | 1     | 2   | 2   | 2  | 6  | 20.00%  |              |
| Miroslav Blažević      | Tháng 11 năm 2010 – tháng 8 năm 2011  | 5       | 2     | 1   | 2   | 4  | 4  | 50.00%  |              |
| Fu Bo                  | Tháng 3 năm 2012 – tháng 1 năm 2016   | 56      | 19    | 12  | 25  |    |    | 33.93%  |              |
| Chen Yang              | Tháng 9 năm 2016 – tháng 2 năm 2017   | 9       | 4     | 2   | 3   |    |    | 44.44%  |              |
| Massimiliano Maddaloni | Tháng 3 năm 2017 –                    | 20      | 9     | 6   | 5   |    |    | 45%     |              |
| Sun Jihai              | Tháng 5 năm 2017 –                    | 6       | 1     | 2   | 3   |    |    | 16.67%  |              |